# Borujerd

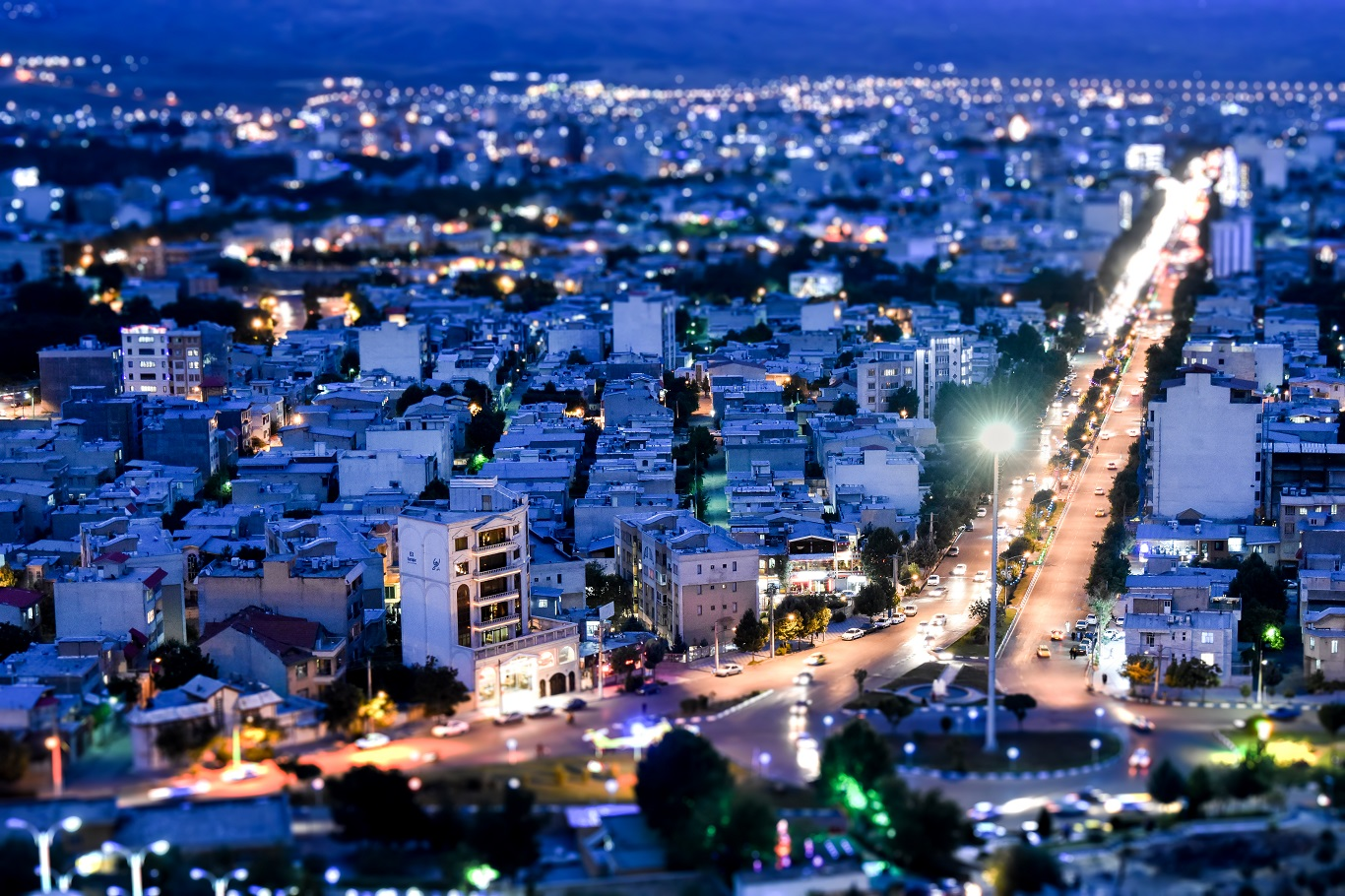
Vista da cidade

Borujerd (em persa: بروجرد ; borūjerd) é uma cidade e capital do condado de Borujerd, na província do Lorestão, na região oeste do Irã. No censo de 2006, sua população era de 227.547 pessoas em 59.388 famílias. Entre as cidades modernas existentes no Irã, Borujerd é um dos mais antigas, com registros desde menos desde o século IX. No Império Sassânida, Borujerd era uma cidade pequena e ganhou mais atenção durante o Império Seljúcida nos séculos IX e X. Borujerd manteve-se como uma cidade industrial, comercial e estratégica em Montanhas Zagros até o século XX. Em seus anos dourados, a cidade foi selecionada como a capital da região do Lorestão e Khuzistão durante Dinastia Qajar nos séculos XVIII e XIX. Hoje, Borujerd é a segunda maior cidade do Lorestão; assim, o mais importante polo industrial, turístico e cultural da região. A cidade manteve a sua antiga arquitetura e estilo de vida principalmente através de mesquitas, bazares e casas construídas na era Qajar.